# خاویر لنوگ
خاویر لنوگ (انگلیسی: Xavier Lenogue؛ زادهٔ ۲۷ دسامبر ۱۹۹۶) بازیکن فوتبال اهل فرانسه است.
از باشگاه‌هایی که در آن بازی کرده‌است می‌توان به باشگاه فوتبال اوسر اشاره کرد.